# St. Zeno (Oberbleichen)

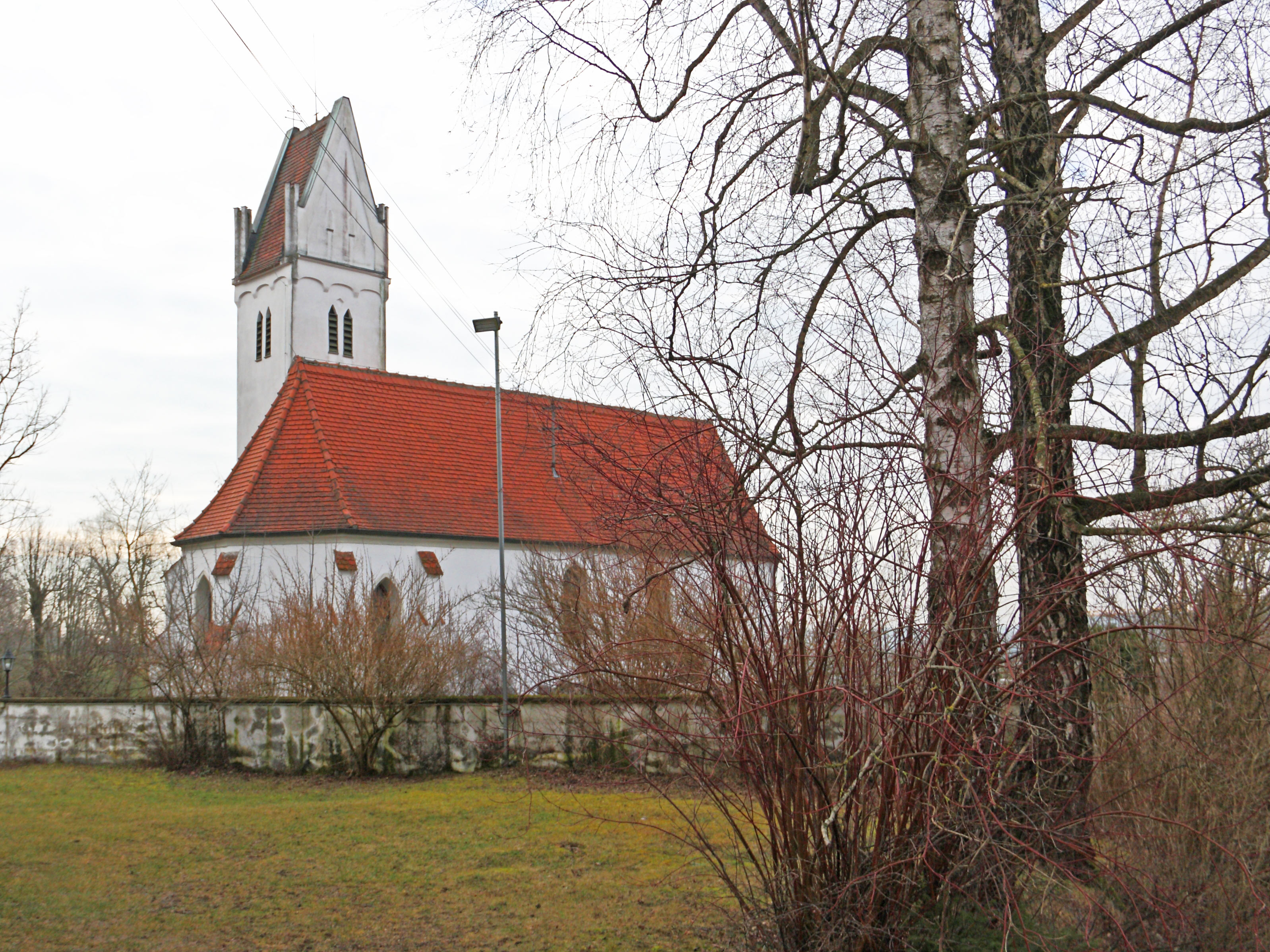
St. Zeno in Oberbleichen

Die römisch-katholische Filialkirche St. Zeno steht in Oberbleichen, einem Gemeindeteil von Deisenhausen im schwäbischen Landkreis Günzburg in Bayern. Das denkmalgeschützte Bauwerk ist  in der Liste der Baudenkmäler in Deisenhausen unter der Nr. D-7-74-124-10 eingetragen. Die zum Dekanat Günzburg des Bistums Augsburg gehörende Kirche ist dem Patrozinium des Zenon von Verona unterstellt.

## Beschreibung
Die spätgotische Saalkirche wurde im späten 15. Jahrhundert errichtet und im 18. Jahrhundert umgebaut. Sie besteht aus einem beim Umbau nach Westen verlängerten Langhaus, einem eingezogenen, von Strebepfeilern gestützten Chor mit Fünfachtelschluss im Osten und einem Chorflankenturm an der Südwand des Chors. Das quer mit einem Satteldach bedeckte oberste Geschoss des Turms enthält den Glockenstuhl. An den Ecken des Giebels befinden sich von Zinnen gekrönte Fialen.
Der Innenraum des Langhauses ist mit einer Flachdecke überspannt, der des Chors mit einem Netzgewölbe auf Konsolen. Zur Kirchenausstattung gehört ein neugotischer Hochaltar von 1906. Auf einem Gemälde von 1712 sind der heilige Sebastian, der heilige Wendelin und Leonhard von Limoges dargestellt.